# يفغيني روديونوف
يفغيني روديونوف (بالروسية: Родионов, Евгений Александрович)‏ هو عسكري روسي، ولد في 23 مايو 1977 في Chibirley ‏ في روسيا، وتوفي في 23 مايو 1996 في جمهورية الشيشان إشكيريا بسبب قطع الرأس.